# Ilog
Ilog é um município de  segunda classe de renda municipal (d) na província Negros Ocidental, nas Filipinas. De acordo com o censo de 1 de maio  de  2020 possui uma população de 59 855 pessoas e 14 097 domicílios.